# Яланецька сільська рада (Томашпільський район)
| Яланецька сільська рада — колишній орган місцевого самоврядування у Томашпільському районі Вінницької області з адміністративним центром у с. Яланець. Сільській раді підпорядковані населені пункти: - с. Яланець |

## Склад ради
Рада складається з 16 депутатів та голови.

## Керівний склад сільської ради
| ПІБ                                 | Основні відомості                                                         | Дата обрання | Дата звільнення |
| ----------------------------------- | ------------------------------------------------------------------------- | ------------ | --------------- |
| Уляновський Олександр Володимирович | Сільський голова, 1986 року народження, освіта, безпартійний              | 26.03.2006   | 31.10.2010      |
| Савчук Василь Михайлович            | Сільський голова, 1952 року народження, освіта вища, безпартійний         | 31.10.2010   | 27.05.2012      |
| Савчук Микола Миколайович           | Сільський голова, 1970 року народження, освіта вища, член народної партії | 27.05.2012   |                 |

Примітка: таблиця складена за даними джерела